# Ганштедт (Ільцен)
Ганштедт (нім. Hanstedt) — громада в Німеччині, розташована в землі Нижня Саксонія. Входить до складу району Ільцен. Складова частина об'єднання громад Бефензен-Ебсторф.
Площа — 55,31 км2. Населення становить 929 ос. (станом на 31 грудня 2021).

## Галерея

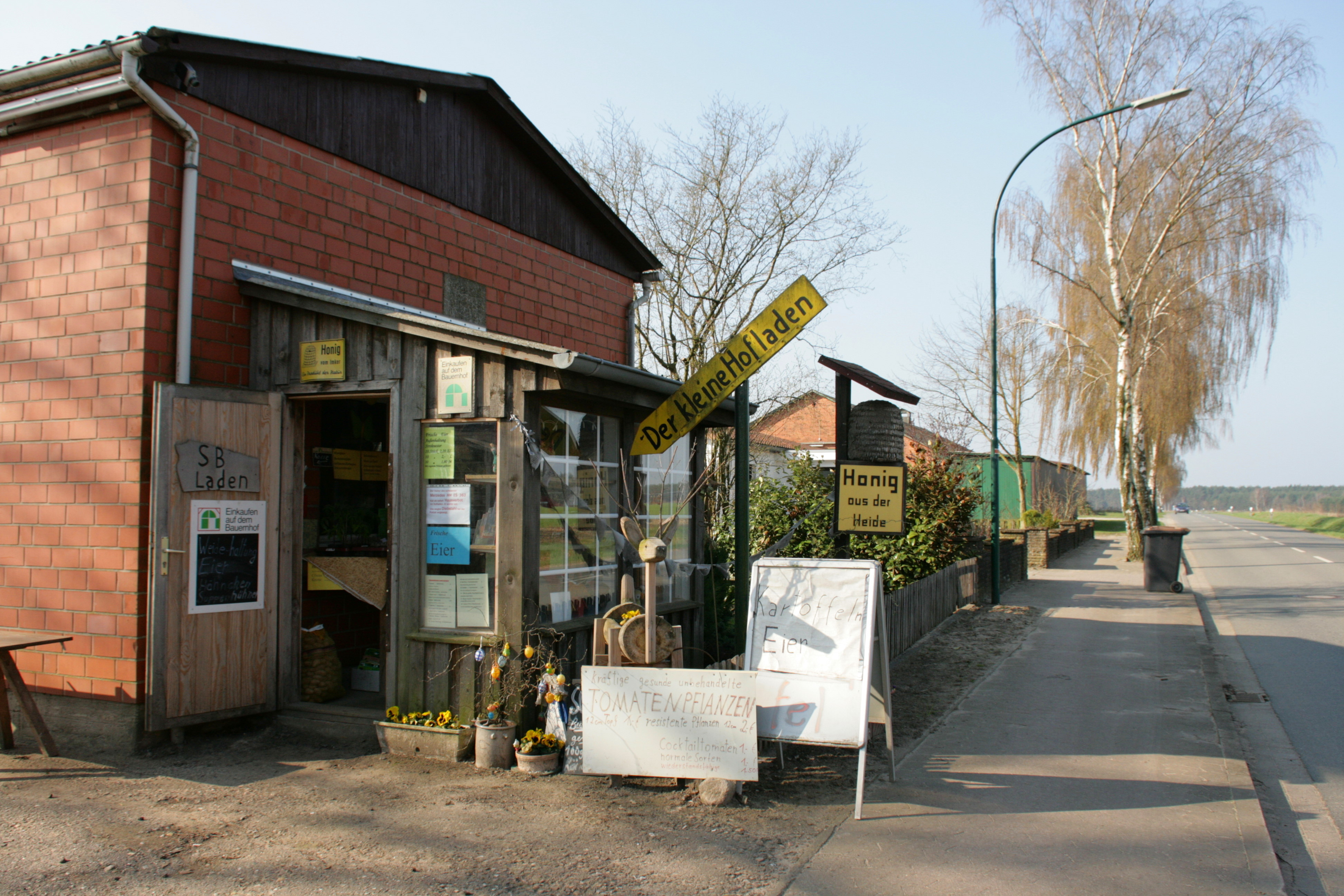